# 北上村
北上村（きたうえむら）は静岡県の東部、君沢郡・田方郡に属していた村である。現在の三島市北部にあたる。

## 地理
旧伊豆国の北端にあたる。三島の北の上に位置し、これが村名の由来になったといわれる。
- 河川：大場川

## 歴史
- 1889年（明治22年）4月1日 - 町村制の施行により、徳倉村、幸原村、佐野村、壱町田村、沢地村が合併して君沢郡北上村が発足。
- 1896年（明治29年）4月1日 - 郡の統合により田方郡所属となる。
- 1935年（昭和10年）4月1日 - 三島町に編入。同日北上村廃止。